# Rescued by Rover
Rescued by Rover je britský němý film z roku 1905. Režiséry jsou Lewin Fitzhamon (1869–1961) a Cecil M. Hepworth (1873–1953). Film trvá zhruba 6 minut.

## Děj
Žebrák ukradne dítě služce poté, co mu odmítne dát almužnu. Dítě nakonec zachrání rodinný pes, který otce zavede za únoscem.